# 7279 Hagfors
A 7279 Hagfors (ideiglenes jelöléssel 1985 VD1) a Naprendszer kisbolygóövében található aszteroida. Edward L. G. Bowell fedezte fel 1985. november 7-én.